# Lan Hương (diễn viên sinh 1961)
Nguyễn Thị Lan Hương, thường được biết đến với nghệ danh Lan Hương (sinh ngày 17 tháng 8 năm 1961), là một nữ diễn viên người Việt Nam. Bà từng giành giải thưởng "Nữ diễn viên xuất sắc nhất" tại Liên hoan phim Quốc tế Singapore lần thứ 14 cho vai diễn Thủy trong tác phẩm điện ảnh Mùa ổi năm 2000 của đạo diễn Đặng Nhật Minh. 
Với những đóng góp lớn cho ngành nghệ thuật của nước nhà, Lan Hương được phong tặng danh hiệu Nghệ sĩ nhân dân vào năm 2011.

## Tiểu sử
Lan Hương tên đầy đủ là Nguyễn Thị Lan Hương, sinh ngày 17 tháng 8 năm 1961 tại Hà Nội, từng học khóa diễn viên tại Nhà hát kịch, sau khi tốt nghiệp, bà hoạt động tại Nhà hát Kịch Việt Nam và lấy nghệ danh Hương Bông.
Lan Hương từng tham gia trong một số phim điện ảnh như: Trở về Sam Sao, Đêm cuối năm, Mùa ổi và nhiều bộ phim truyền hình như Bến đò Lăng, Gió làng Kình, Vệt nắng cuối trời, Nếp nhà, Bí thư tỉnh ủy. Bà cũng tham gia nhiều vở diễn của Nhà hát Kịch Việt Nam.
Năm 2001, bà đoạt giải nữ diễn viên xuất sắc nhất tại Liên hoan phim Quốc tế Singapore lần thứ 14 cho vai cho vai diễn Thủy trong tác phẩm điện ảnh Mùa ổi (2000) của đạo diễn Đặng Nhật Minh. Với những đóng góp lớn cho ngành nghệ thuật của nước nhà, Lan Hương được phong tặng danh hiệu Nghệ sĩ nhân dân vào năm 2011.

## Đời tư
Năm 1988, Lan Hương kết hôn với diễn viên Đỗ Kỷ, hai người cùng là diễn viên kịch. Họ sinh được hai người con trai.

## Danh sách phim

### Phim truyền hình
| Năm  | Tựa phim                                     | Vai diễn          | Đạo diễn                                                   | Nguồn |
| ---- | -------------------------------------------- | ----------------- | ---------------------------------------------------------- | ----- |
| 1997 | Ảo ảnh trắng                                 | Thuận             | NSƯT Đặng Lưu Việt Bảo                                     |       |
| 1998 | Họa mi về tổ                                 |                   | NSƯT Trần Trung Nhàn                                       |       |
| 1999 | Đường tới thiên đàng                         |                   | NSND Bạch Diệp                                             |       |
| 1999 | Khoảng cách                                  | Vợ Hoàng          | NSND Bạch Diệp                                             |       |
| 2000 | Ước nguyện trước hoàng hôn                   | Thanh             | NSƯT Trần Trung Nhàn                                       |       |
| 2000 | Quà năm mới                                  | Mẹ Duy            | NSƯT Nguyễn Danh Dũng                                      |       |
| 2000 | Bến đò lăng                                  | Lụa               | NSƯT Trần Quốc Trọng                                       |       |
| 2002 | Điệp vụ thứ nhất                             |                   | Nguyễn Quang                                               |       |
| 2002 | Niệm khúc cho người cha                      | Bà Sâm            | Vũ Hồng Sơn                                                |       |
| 2004 | Đường đời                                    | Vợ Thìn           | NSƯT Trần Quốc Trọng, Trần Hoài Sơn                        |       |
| 2005 | Chuyện phố phường                            | An                | NSND Phạm Thanh Phong, NSƯT Nguyễn Danh Dũng               |       |
| 2005 | Cảnh sát hình sự: Bí mật của những cuộc đời  | Thục              |                                                            |       |
| 2006 | Hương đất                                    | Hà                | NSƯT Trần Quốc Trọng                                       |       |
| 2007 | Cỏ lông chông                                | Nhung             |                                                            |       |
| 2007 | Mùa cưới                                     | Bà Ngọc           | Đỗ Minh Tuấn                                               |       |
| 2007 | Ngày đó đến bây giờ                          |                   |                                                            |       |
| 2007 | Đời người và những chuyến đi                 |                   |                                                            |       |
| 2007 | Những kẻ háo ngọt                            |                   |                                                            |       |
| 2007 | Nhật ký Vàng Anh 2                           | Cô giáo chủ nhiệm | Nguyễn Khải Anh                                            |       |
| 2008 | Bão khô                                      | Bà Vân            | NSƯT Trần Vịnh                                             |       |
| 2008 | Con đường hạnh phúc                          | Bà Liên           | Bùi Huy Thuần                                              |       |
| 2008 | Gió làng Kình                                | Vợ Tu             | NSND Nguyễn Hữu Phần, Bùi Thọ Thịnh                        |       |
| 2009 | Tìm lại chính mình                           |                   |                                                            |       |
| 2010 | Hà Nội một thời                              | Vợ Thảo           | NSND Bạch Diệp                                             |       |
| 2010 | Vệt nắng cuối trời                           | Bà Thành          | Trần Hoài Sơn                                              |       |
| 2010 | Nếp nhà                                      | Giao              | Triệu Tuấn                                                 |       |
| 2010 | Bí thư tỉnh ủy                               | Bà Lê             | NSƯT Trần Quốc Trọng                                       |       |
| 2011 | Cảnh sát hình sự: Ngôi biệt thự màu tro lạnh | Bà Tầm            | Bùi Huy Thuần                                              |       |
| 2012 | Những công dân tập thể                       | Bà Nha            | NSƯT Vũ Trường Khoa                                        |       |
| 2012 | Ba đám cưới - Một đời chồng                  | Mẹ của Trung      | Nguyễn Khải Anh                                            |       |
| 2012 | Ông Tơ hai phẩy                              | Bà Lệ             | NSƯT Nguyễn Danh Dũng                                      |       |
| 2013 | Tình yêu không hẹn trước                     | Bà Vi             | NSND Nguyễn Trọng Trinh, Bùi Tiến Huy                      |       |
| 2013 | Cảnh sát hình sự: Bản di chúc bí ẩn          |                   |                                                            |       |
| 2014 | Trái tim có nắng                             | Bà Thu            | Bùi Tiến Huy, Nguyễn Đức Hiếu                              |       |
| 2014 | Tuổi thanh xuân                              | Mẹ của Mai        | Nguyễn Khải Anh, Bùi Tiến Huy                              |       |
| 2015 | Viết tiếp bản tình ca                        | Bà Hường          |                                                            |       |
| 2016 | Những ngọn nến trong đêm 2                   | Bà Cúc            | Vũ Hồng Sơn, Đỗ Đức Thành, Mai Hồng Phong, Nguyễn Khải Anh |       |
| 2017 | Giao mùa                                     | Cô Nga            | Trần Hoài Sơn                                              |       |
| 2017 | Sống chung với mẹ chồng                      | Bà Phương         | NSƯT Vũ Trường Khoa                                        |       |
| 2017 | Hoa hồng mua chịu                            | Bà Lan            | NSƯT Vũ Xuân Hưng                                          |       |
| 2017 | Làm chồng đại gia                            | Mẹ Trung          | NSƯT Trần Lực, Danh Sơn                                    |       |
| 2019 | Những nhân viên gương mẫu                    | Như Ý             | NSƯT Lê Mạnh, Vũ Trường Khoa                               |       |
| 2020 | Mùa xuân ở lại                               | Mẹ Hòa            | NSƯT Nguyễn Danh Dũng                                      |       |
| 2020 | Lửa ấm                                       | Bà Mai            | Đào Duy Phúc                                               |       |
| 2021 | Cây táo nở hoa                               | Bà Bông           | Võ Thạch Thảo                                              |       |
| 2021 | Ngày mai bình yên                            | Bà Tâm            | NSƯT Hoàng Tích Thiện, Vũ Trường Khoa                      |       |
| 2021 | Thương ngày nắng về                          | Bà Hiền           | Bùi Tiến Huy                                               |       |
| 2023 | Gia đình mình vui bất thình lình             | Bà Cúc            | Nguyễn Đức Hiếu, Lê Đỗ Ngọc Linh                           |       |
| 2023 | Hoa vương                                    | Bà Oanh           | Đỗ Phú Hải, Hoàng Trần Minh Đức                            |       |
| 2024 | Gặp em ngày nắng                             | Bà Thương         | Nguyễn Đức Hiếu                                            |       |
| 2024 | Nữ luật sư                                   | Bà Thanh          | Trọng Trinh                                                |       |
| 2024 | Hạnh phúc bị đánh cắp                        | Bà Kim Gấm        | Nhâm Minh Hiền                                             |       |
| 2024 | Hoa sữa về trong gió                         |                   | Bùi Tiến Huy                                               |       |
| 2024 | Mật lệnh hoa sữa                             | Bà Thoa           | Nguyễn Tất Kiên                                            |       |
| 2025 | Dịu dàng màu nắng                            | Bà Hà             | Bùi Quốc Việt                                              |       |

### Phim điện ảnh
| Năm  | Tựa phim                             | Vai diễn       | Đạo diễn              |
| ---- | ------------------------------------ | -------------- | --------------------- |
| 1983 | Đêm cuối năm                         | Bác sĩ Trâm    | Châu Huế              |
| 1985 | Trở về Sam Sao                       | Pàng           | NSƯT Nguyễn Xuân Chân |
| 1986 | Khoảnh khắc yên lặng của chiến tranh | Thu Phương     | NSƯT Vũ Phạm Từ       |
| 2000 | Mùa ổi                               | Thủy           | NSND Đặng Nhật Minh   |
| 2018 | Tháng năm rực rỡ                     | Mẹ Hiểu Phương | Nguyễn Quang Dũng     |

### Hài Kịch
Táo Quân 2019: vai bà của Táo Giao Thông

### Lồng tiếng
- Nhân vật bà Mỹ (Nghệ sĩ Như Quỳnh) trong phim Khép mắt chờ ngày mai
- Nhật vật bà Trương (Nghê sĩ Như Quỳnh) trong phim Lời ru mùa đông
- Nhân vật Bà Cẩm (Nghệ sĩ Thanh Thanh Hiền) trong phim Đi qua mùa hạ
- Nhân vật Bà Ngoan (Nghệ sĩ An Chinh) trong phim Giọt nước mắt muộn màng
- Nhân vật Bà Loan (Nghệ sĩ Như Quỳnh) trong phim Blog nàng dâu
- Nhân vật Bà Sương (Nghệ sĩ Ngọc Thoa) trong phim Đi qua bóng tối

## Giải thưởng và đề cử
| Năm  | Giải thưởng                                                           | Hạng mục                                          | Tác phẩm đề cử                   | Kết quả   | Ref.  |
| ---- | --------------------------------------------------------------------- | ------------------------------------------------- | -------------------------------- | --------- | ----- |
| 2001 | Liên hoan phim Quốc tế Singapore lần thứ 14                           | Nữ diễn viên xuất sắc nhất                        | Mùa ổi                           | Đoạt giải | [ 7 ] |
| 2022 | Giải thưởng Vinh danh Nghệ sĩ tiêu biểu lĩnh vực Nghệ thuật biểu diễn | Diễn viên truyền hình nổi bật của năm             | Thương ngày nắng về              | Đoạt giải | [ 8 ] |
| 2025 | Giải Cánh diều 2024                                                   | Nữ diễn viên phụ xuất sắc phim truyện truyền hình | Gia đình mình vui bất thình lình | Đề cử     | [ 9 ] |